# Spilosoma varia
Spilosoma varia là một loài bướm đêm thuộc phân họ Arctiinae, họ Erebidae.